# Трап (Пенсилванија)
Трап (енгл. Trappe) град је у америчкој савезној држави Пенсилванија.

## Демографија
По попису из 2010. године број становника је 3.509, што је 299 (9,3%) становника више него 2000. године.
| Група             | 2000.         | 2010.         |
| Белци             | 2.991 (93,2%) | 3.070 (87,5%) |
| Афроамериканци    | 77 (2,4%)     | 113 (3,2%)    |
| Азијати           | 44 (1,4%)     | 157 (4,5%)    |
| Хиспаноамериканци | 38 (1,2%)     | 95 (2,7%)     |
| Укупно            | 3.210         | 3.509         |